# Ideobisium
Genre
Ideobisium est un genre de pseudoscorpions de la famille des Syarinidae.

## Distribution
Les espèces de ce genre se rencontrent en Amérique, en Océanie et en Asie du Sud.

## Liste des espèces
Selon Pseudoscorpions of the World (version 3.0) :
- Ideobisium antipodum (Simon, 1880)
- Ideobisium balzanii With, 1905
- Ideobisium chapmani Muchmore, 1982
- Ideobisium crassimanum Balzan, 1892
- Ideobisium ecuadorense Muchmore, 1982
- Ideobisium gracile Balzan, 1892
- Ideobisium peckorum Muchmore, 1982
- Ideobisium peregrinum Chamberlin, 1930
- Ideobisium puertoricense Muchmore, 1982
- Ideobisium schusteri Mahnert, 1985
- Ideobisium trifidum (Stecker, 1875)
- Ideobisium yunquense Muchmore, 1982

et décrites depuis :
- Ideobisium kichwa Mau, Harvey & Harms, 2022
- Ideobisium sonqo Mau, Harvey & Harms, 2022
- Ideobisium susanae Mau, Harvey & Harms, 2022

## Systématique et taxinomie
Ce genre a été décrit par Balzan en 1892.

## Publication originale
- Balzan, 1892 : « Voyage de M. E. Simon au Venezuela (Décembre 1887 - Avril 1888). 16e mémoire (1) Arachnides. Chernetes (Pseudoscorpiones). » Annales de la Société Entomologique de France, vol. 60, p. 497-552 (texte intégral).